# Erzsébet sugárút
Az Erzsébet sugárút egy tervezett, de meg nem valósult útvonal Budapesten. A tervet a Fővárosi Közmunkák Tanácsa 1929 júliusában elfogadta, a fővárosi közgyűlés pedig 1930. februárban jóváhagyta. A terv később Madách Imre útként újra terítékre került.
Az Erzsébet sugárút a Rottenbiller utca és a Damjanich utca találkozásánál egy 60 méter széles térből indult volna, a vonala a mai Dob utcán és Klauzál utcán át haladt volna a Rumbach utcáig, majd a Rumbach utca és a mai Károly körút között egy nagyobb térszerű kiképzést kapott volna.
A sugárút elkészítésére 47 terv készült, az első díjat Árkay Aladár, a másodikat Friedrich Lóránt nyerte. Az építkezés azonban pénzügyi okok miatt nem kezdődött el. Megvalósítására 1936-ban újra tervet készítettek, ami lehetővé tette, hogy épületeket emeljenek a Fővárosi Közmunkák Tanácsa , az OTI és a Székesfővárosi Alkalmazottak Segítőalapja számára.

## Ajánlott irodalom
- Siklóssy László: Hogyan épült Budapest? Budapest, 1931
- Preisich Gábor: Budapest városépítésének története III. Budapest, 1969

## Külső hivatkozás
Az Erzsébet sugárút Archiválva 2011. február 7-i dátummal a Wayback Machine-ben